# سسکک مرداب
سسکک مرداب (نام علمی: Prinia cinerascens) نام یک گونه از سرده سسکک است.